# Helga Boström
Helga Emilia Boström, född 2 januari 1907 i Karl Gustavs församling i Norrbottens län, död 2 augusti 1979 i samma församling, var en svensk författare och målare.
Helga Boström föddes och växte upp på ett krononybygge i Haukijärvi i nuvarande Haparanda kommun. Föräldrarna var svenskspråkiga och inflyttade till Tornedalen från grannkommunen. När hon var två år dog fadern. Helga Boström kunde trots familjens utsatta situation utbilda sig och utexaminerades 1928 från småskoleseminariet i Haparanda.  På grund av ett läraröverskott just då fick hon emellertid ingen fast tjänst utan endast olika vikariat, bland annat i Uppland. Samtidigt drabbades hon av psykisk ohälsa och hämtades från föräldrahemmet till Furunäsets mentalsjukhus i Piteå kommun. Hon kom att stanna i 35 år. Hennes självbiografiska skrift Fångad skildrar tiden där och blir även ett koncentrat av 1900-talets psykiatrihistoria. Helga Boström upplevde sig som inspärrad och ville få ett eget hem. Detta förverkligades när hon fick ett rum på ett sjukhem i Öjebyn och efter ytterligare en tid kunde hon flytta till ett äldreboende i Haparanda.
På mentalsjukhuset fick Helga Boström möjlighet att uttrycka sig i bild och hade 1972 sin första konstutställning i Piteå. Hennes målningar uppmärksammades och köptes in av offentliga institutioner. Motiven är stilleben, landskap och porträtt. Vissa målningar är äktnaiva, medan andra är utförda i en eftersträvat skolad stil; de är monogramsignerade HB. Liksom sin bror Verner Boström började hon även skriva och utgav mellan 1964 och 1976 tre diktsamlingar på eget förlag. Till skillnad från hans experimentella poesi är Helga Boströms dikter mer traditionella i formellt avseende. I diktform kommunicerar hon barndomsminnen, erfarenheter av livet som mentalpatient och upplevelser av naturen och årstidernas växlingar. Tonen är ofta ljus och uttrycker tacksamhet mot livet; exempelvis skildras mentalskötarna med kärlek. Hennes livshållning präglades av en stark gudstro. Häftet Fångad 1977 är mycket mörkare och blir en regelrätt anklagelseskrift. Helga Boström utgav 1977 också barnboken Stina och Per illustrerad med hennes svartvita tuschteckningar.
Helga Boström avled 1979 och är gravsatt vid Lappträsks kyrka, en halvmil från barndomshemmet.